# Pure (film, 2002)
Pour les articles homonymes, voir Pure (homonymie).
Pour plus de détails, voir Fiche technique et Distribution.
Pure est un film britannique réalisé par Gillies MacKinnon, sorti en 2002.

## Synopsis
Un jeune garçon confronté à l'héroïnomanie de sa mère est aidée par une serveuse.

## Fiche technique
- Titre : Pure
- Réalisation : Gillies MacKinnon
- Scénario : Alison Hume
- Musique : Nitin Sawhney
- Photographie : John de Borman
- Montage : Pia Di Ciaula
- Production : Howard Burch
- Société de production : A Bad Way, BBC Three, Kudos Productions, Little Wing Films et The Works
- Pays :  Royaume-Uni
- Genre : Drame
- Durée : 96 minutes
- Dates de sortie : 
  -  Canada : 13 septembre 2002 (Festival international du film de Toronto)
  -  Royaume-Uni : 2 mai 2003

## Distribution
- Harry Eden : Paul
- Vinnie Hunter : Lee
- Molly Parker : Mel
- David Wenham : Lenny
- Nitin Ganatra : Abu
- Levi Hayes : Jack
- Keira Knightley : Louise
- Rupert Procter : Harry
- Bronson Webb : Tom
- Marsha Thomason : Vicki
- Tyler J. Smart : Rose
- Geraldine McEwan : Nanna
- Karl Johnson (en) : le grand-père
- Julia Deakin : Mme. Rawlings
- Mia Soteriou : Diane
- Robert Hands : le médecin
- Gary Lewis : l'inspecteur-détective French
- Kate Ashfield : Helen

## Distinctions
Le film a été présenté en sélection officielle lors de la Berlinale 2003 dans la section Panorama.